# Ulica Krakowska w Częstochowie
Ulica Krakowska – jedna z ulic na Starym Mieście w Częstochowie, rozciąga się pomiędzy placem Daszyńskiego a aleją Wojska Polskiego. Przed II wojną światową nosiła nazwę ul. Narutowicza.
Ulica Krakowska swą nazwę zawdzięcza temu, iż była ona główną arterią wyprowadzającą ruch z miasta w stronę Małopolski i Krakowa, na niej znajdował się w średniowieczu punkt poboru myta. Jest jedną z najstarszych ulic w mieście, podobnie jak ul. Warszawska. Początkowo granica miasta znajdowała się na wysokości skrzyżowania z ul. Strażacką.
Na skrzyżowaniu z ulicą Strażacką i Katedralną pod numerem 15 znajduje się częstochowska katedra. Poza tym ulica miała, zarówno przed II wojną światową, jak i teraz charakter handlowo-przemysłowy. Jeszcze przed odzyskaniem niepodległości powstały przy niej zakłady przemysłowe: papiernia, młyn, zakłady włókiennicze. Obecnie ulica jest typowo handlową.
6 sierpnia 1937 roku na dziedzińcu przed nowym gmachem szkoły stanął Pomnik Józefa Piłsudskiego. Obecnie w gmachu przy ul. Krakowskiej 29 mieści się V Liceum Ogólnokształcące im. Adama Mickiewicza.
W połowie lat 30. XX wieku w lokalu XIX-wiecznej kamienicy (wyburzonej na przeł. 2020/2021) pod numerem 67/69 mieściła się siedziba częstochowskiego zboru Świadków Jehowy oraz filia administracji czasopisma „Złoty Wiek”.
Pod numerem 73 znajduje się zabytkowy budynek młyna parowego żytniego braci Romana i Aleksandra Piltz. Budynek wzniesiony został w 1892 roku, zwany jest "Młynem Piltza". Zostało w nim zachowane wnętrze z XIX wieku. Obecnie znajduje się w nim Centrum Imprez Okolicznościowych.
W czasie II wojny światowej ulica znajdowała się w granicach częstochowskiego getta.
Od 29 września 2009 na ulicy Krakowskiej, pomiędzy Katedralną i Wojska Polskiego wprowadzono ruch jednokierunkowy w stronę południową. W przeciwną stronę pojazdy kierowane są ulicą Kanał Kohna.

## Galeria

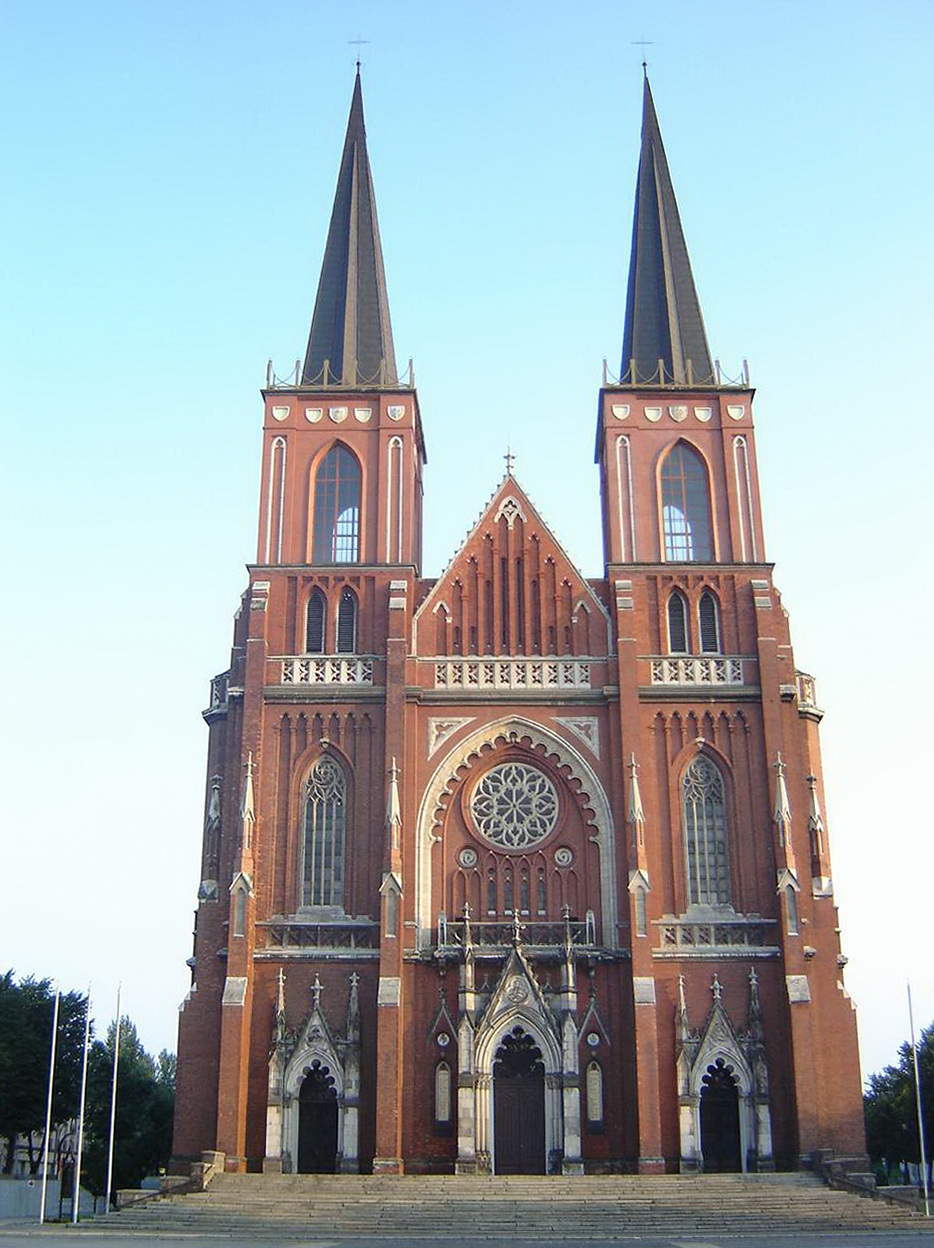
Bazylika archikatedralna Świętej Rodziny
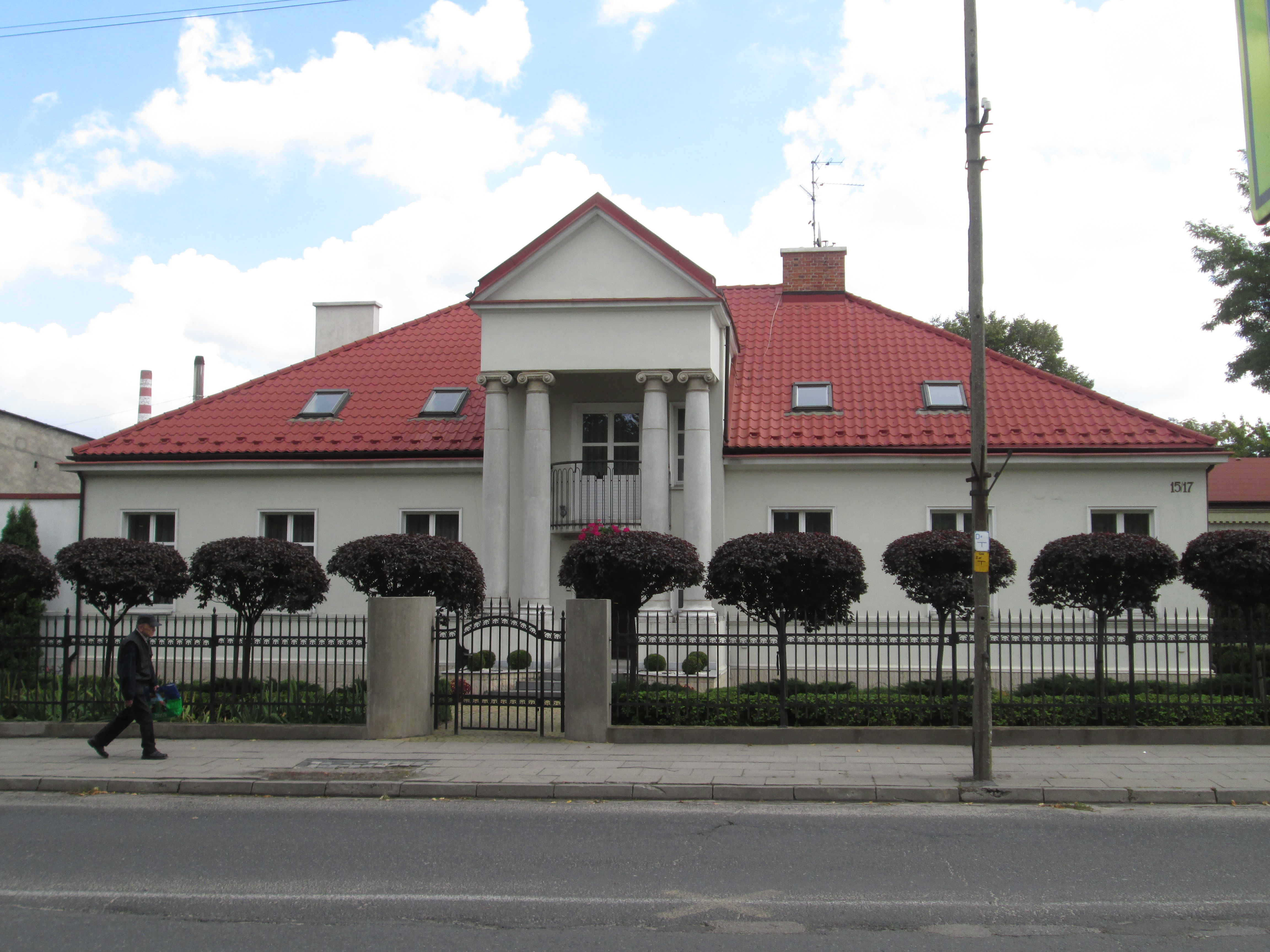
Plebania parafii św. Rodziny, budynek z około 1930 roku
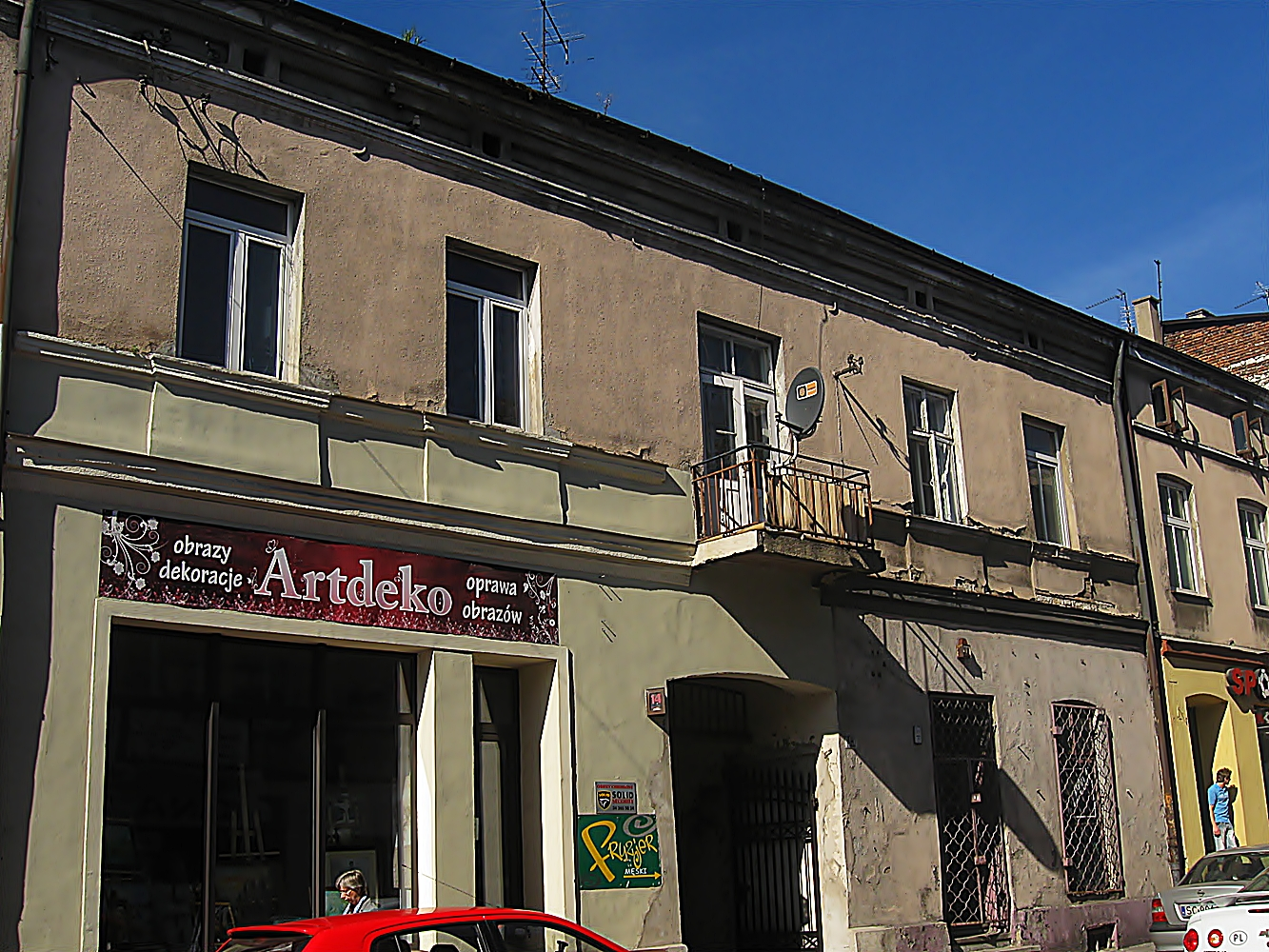
Zabytkowa kamienica z nr 14
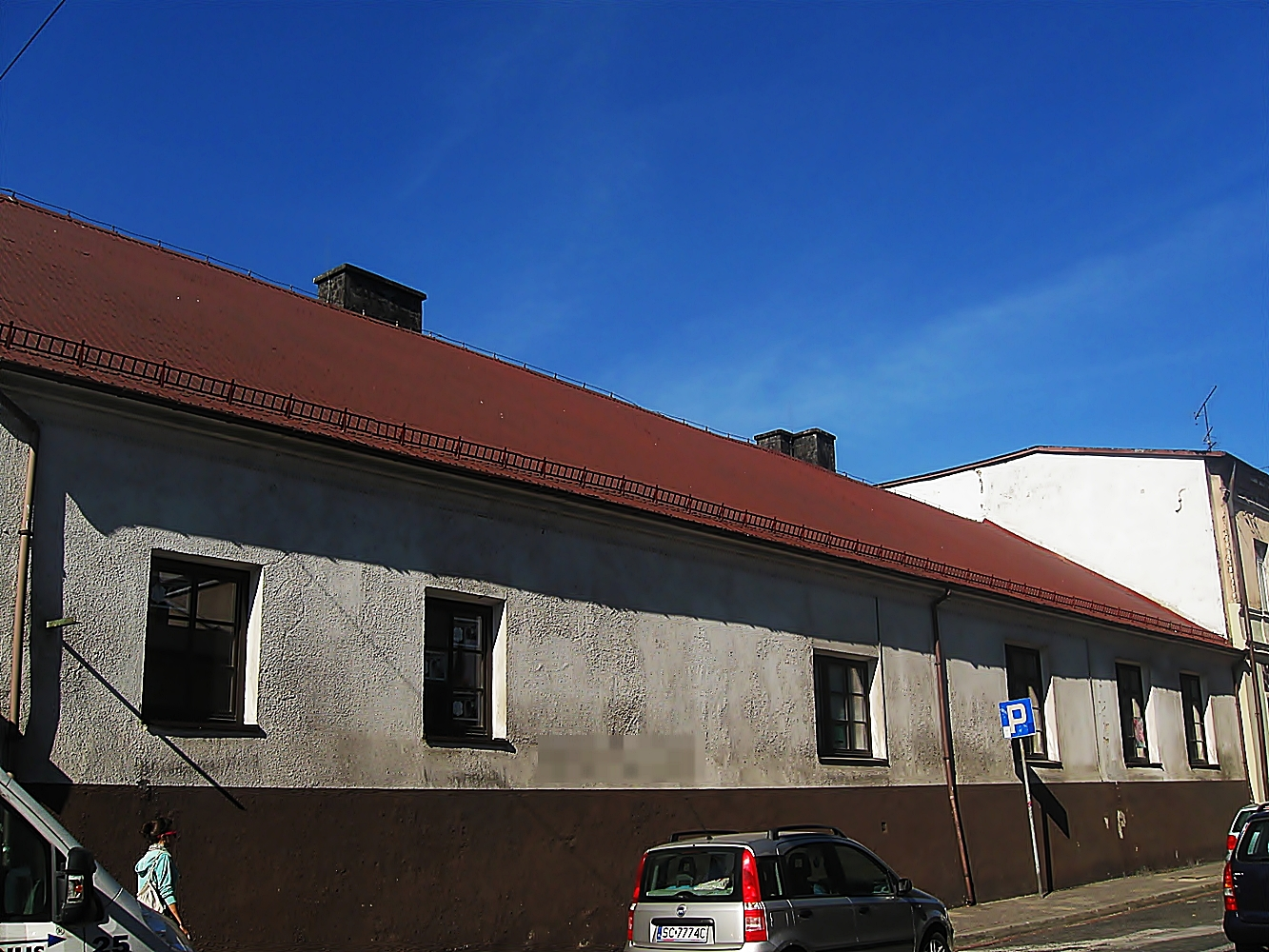
Zabytkowa kamienica z nr 16